# Hastings Banda
Hastings Kamuzu Banda, född 14 maj (officiellt datum) 1898 eventuellt den 14 maj 1896 eller den 14 maj 1906 (egena uppgifter) Kasungu i nuvarande Malawi, död 25 november 1997 i Johannesburg i Sydafrika, var Malawis president mellan 1966 och 1994, president på livstid från 1971. Han var även Malawis premiärminister 1964-66.
Bandas födelsedatum är okänt eftersom födelseregistrering saknades då han föddes. Han hävdar själv att han föddes den 14 maj 1906, ett datum som har använts i biografiska handböcker. Hans dödsattest angav 99 år som ålder och rykten gick att han skulle ha varit 101 år när han avled. Dock fastställde man senare 1898 som det troligaste födelseåret.

## Karriär
Banda studerade medicin vid Meharry medicinhögskola i Tennessee i USA. Där tog han examen 1937. För att kunna utöva läkaryrket inom det brittiska väldet var han dock tvungen att utbilda sig vidare. Därför studerade han vid Edinburghs universitets läkarlinje och tog ut examen därifrån 1941. Mellan 1942 och 1945 arbetade han som läkare i North Shields strax norr om Newcastle. Han hade vuxit upp bland presbyterianer, och arbetade många år som allmänläkare i Skottland och England. När han återvände till sitt hemland Nyasaland, kunde han inte tala modersmålet chichewa flytande utan var beroende av tolk. 
Han engagerade sig snabbt i självständighetsrörelsen för sitt land och drev en kampanj mot den Centralafrikanska federationen. Denna avvecklades 1963, varpå landet blev självständigt under namnet Malawi.
Banda valde själv namnet Malawi för det tidigare Nyasaland; han hade sett namnet på en gammal fransk karta med namnet Maravisjön i Bororos land, och namnet lät som Malawi.
Banda blev premiärminister den 1 februari 1963 och blev president 1966, samma år gjorde han Malawi till en enpartistat under hans eget parti Malawi Congress Party (MCP) och under de kommande 28 åren styrde han landet praktiskt taget helt ensam endast med hjälp av en liten inre krets av rådgivare. Han utropade sig själv till evig president år 1971. Banda var dock tvungen att utlysa flerpartival 1994 och blev slagen av Bakili Muluzi. Banda drog sig därefter tillbaka från politiken och dog på ett sydafrikanskt sjukhus 1997.